# Nicki Clyne
Nicki Clyne (Vancouver, Columbia Británica; 11 de febrero de 1983) es una actriz canadiense. Interpretó a Cally Henderson en la serie de televisión SyFy Battlestar Galactica. Clyne era miembro de la secta estadounidense NXIVM.
Clyne es más conocida por su papel de Cally Henderson en la reinvención de Battlestar Galactica en 2003. Al igual que varios miembros del elenco, originalmente fue elegida para un papel secundario, y no recurrente pero, después de haber impresionado al showrunner, se convirtió en una parte importante de la serie hasta la muerte de su personaje en la cuarta temporada. En 2018, apareció con su compañero de Battlestar Richard Hatch en la serie web Personal Space.
También apareció en dos episodios del pódcast Tiki Bar TV, y presentó un episodio de HypaSpace. Es protagonista junto a Lance Henriksen, Danielle Harris, Bill Moseley, y AFI Davey Havok en Godkiller.
Clyne, miembro de NXIVM, se casó con la actriz Allison Mack en 2017. El matrimonio fue supuestamente una farsa para evadir las leyes de inmigración de los Estados Unidos y se hizo de público conocimiento al año siguiente durante el proceso judicial por los cargos de conspiración y extorsión relacionados con la participación de Mack como una de las líderes más importantes de NXIVM. Se ha  informado que Clyne dejó Battlestar Galactica en 2008 para centrarse en ser miembro a tiempo completo de NXIVM.
Según los registros del tribunal federal del juicio del fundador de NXIVM fundador Keith Raniere , en 2019 Clyne fue identificada por un testigo de gobierno como parte de "círculo interior" de Raniere o "maestros de primera línea" pero no fue acusada como coconspiradora en ninguno de los cargos federales que se presentaron contra Raniere, su esposa, u otros miembros del círculo íntimo.
Raniere había huido de Estados Unidos meses antes; Clyne reveló inadvertidamente su ubicación al publicar una foto en Instagram en una playa local. El grupo había estado planeando una "ceremonia de renovación" antes del arresto de Raniere.
En julio de 2020, Clyne y otros miembros de NXIVM lanzaron el grupo activista  Somos como tú, un movimiento que llevó a cabo un baile nocturno fuera del Centro de Detención Metropolitano en Brooklyn, donde se alojaba Raniere, para animar a los presos que no podían recibir visitas debido a la pandemia de COVID-19. El movimiento enfrentó una reacción violenta de los exmiembros de NXIVM por utilizar el hashtag #BlackLivesMatter en sus publicaciones en las redes sociales. Además se le cuestionó porque sólo apuntó a la prisión donde se encuentra Raniere, lo que podría servir como un posible intento de reclutar nuevos miembros.
En septiembre de 2020, un mes antes de ser condenado a 120 años de prisión, Clyne habló en defensa de Raniere en una entrevista con CBS. Se utilizaron imágenes de Clyne en la primera temporada en la serie documental de HBO El Jurar y han surgido rumores no confirmados de que estará en la segunda temporada.
El 11 de diciembre de 2020, Allison Mack solicitó el divorcio de Clyne.